# Eurytominae

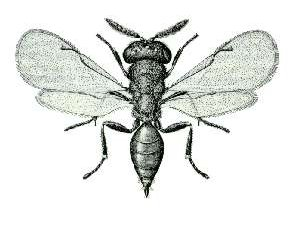
Bruchophagus roddi, rycina

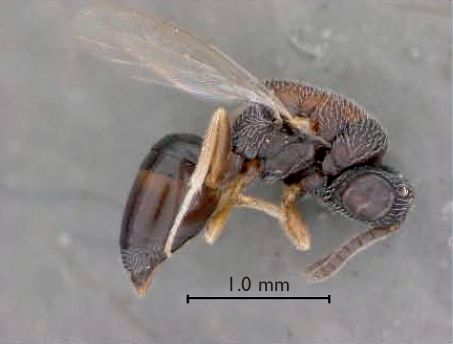
Aximopsis masneri

Eurytominae – podrodzina błonkówek z nadrodziny bleskotek i rodziny zagładkowatych.

## Morfologia
Błonkówki te charakteryzują się zredukowaną liczbą członów biczyków czułków; u samic funikulus (część biczyka przed buławką) zbudowany jest najczęściej z pięciu członów, rzadko z sześciu. Epiknemia zlane są w praepectus zaopatrzony w dwa żeberka subwentralne. Metapleury na powierzchniach bocznych wyposażone są w listewki przyśrodkowe (submedialne) i przedbiodrowe, przy czym te ostatnie wydzielają poziomą półkę od opadającej okolicy przystylikowej. Dołki widełek sternalnych zatułowia są powiększone i dobrze widoczne wskutek lekkiego odsunięcia od przednio-brzusznych krawędzi metapleur. Odnóża tylnej pary charakteryzują się nieco zgrubiałym i opatrzonymi podłużnym wciskiem szczecinkami grzbietowymi goleni. Stylik ma na bokach części stawowej małe włoski, widoczne jednak tylko przy użyciu skaningowego mikroskopu elektronowego.

## Taksonomia
Takson ten wprowadzony został w 1832 roku przez Francisa Walkera. Monofiletyzm podrodziny we współczesnym sensie potwierdzony został przez wyniki morfologicznej analizy filogenetycznej Hosseina Lotfalizadeha i innych z 2007 roku.
Do podrodziny zalicza się 63 rodzaje:

- Aiolomorphus Walker, 1871
- Aranedra Burks, 1971
- Austrodecatoma Girault, 1925
- Ausystole Boucek, 1988
- Axanthosoma Girault, 1913
- Axanthosomella Narendran, 2001
- Axima Walker, 1862
- Aximopsis Ashmead, 1904
- Banyoma Burks, 1971
- Bephrata Cameron, 1884
- Bephratelloides Girault, 1913
- Bephratoides Brues, 1909
- Bruchodape Burks, 1971
- Bruchophagus Ashmead, 1888
- Burksoma Subba Rao, 1978
- Camponotophilus Gates, 2012
- Cathilaria Burks, 1971
- Chryseida Spinola, 1840
- Chryseurytoma Chen et Huang, 2004
- Endobia Erdos, 1964
- Eudoxinna Walker, 1864
- Eurytoma Illiger, 1807
- Eurytomocharis Ashmead, 1888
- Exeurytoma Burks, 1971
- Ficomila Boucek, 1981
- Foutsia Burks, 1971
- Fronsoma Narendran, 1994
- Gibsonoma Narendran, 1994
- Giraultoma Boucek, 1988
- Heimbrella Subba Rao, 1978
- Hexeurytoma Dodd, 1917
- Homodecatoma Liao, 1979
- Houstonia Boucek, 1988
- Isosomodes Ashmead, 1888
- Kavayva Zhang, Gates, et Silvestre 2021
- Khamul Gates, 2008
- Mangoma Subba Rao, 1986
- Masneroma Boucek, 1983
- Neobephrata Narendran et Padmasenan, 1989
- Parabruchophagus Zerova, 1992
- Paradecatoma Masi, 1943
- Philippinoma Narendran, 1994
- Philolema Cameron, 1908
- Phleudecatoma Yang, 1996
- Phylloxeroxenus Ashmead, 1888
- Plutarchia Girault, 1925
- Prodecatoma Ashmead, 1904
- Prodecatomidea Risbec, 1952
- Proseurytoma Kieffer, 1910
- Pseudotetramesa Kalina, 1970
- Ramanuja Narendran, 1989
- Ramdasoma Narendran, 1994
- Risbecoma SubbaRao, 1978
- Stigmeurytoma Boucek, 1988
- Syceurytoma Boucek, 1981
- Sycophila Walker, 1871
- Systole Walker, 1832
- Systolema Narendran, 1994
- Tenuipetiolus Bugbee, 1951
- Tetramesa Walker, 1848
- Tetramesella Zerova, 1974
- Townesoma Narendran, 1994
- Zerovella Narendran et Sheela, 1994